# Joe Hart
Charles Joseph John „Joe“ Hart (* 19. April 1987 in Shrewsbury) ist ein ehemaliger englischer Fußballtorwart. Der Nationalspieler gewann mit Manchester City zweimal die englische Meisterschaft und einmal den FA Cup. Mit Celtic Glasgow gewann Hart in Schottland drei Meisterschaften und zwei Pokalsiege.

## Vereinskarriere

### Ausbildung (bis 2006)
Hart begann seine Fußballkarriere bei Shrewsbury Town. Schon als elfjähriger Schüler fuhr er im Teambus der ersten Mannschaft mit zu Auswärtsspielen des Vereins. Sein Debüt in der ersten Mannschaft gab er im Alter von 17 Jahren beim Meisterschaftsspiel am 20. April 2004 in der Football Conference gegen den FC Gravesend & Northfleet. Er war damals zweiter Torwart und bestritt bis zum April 2005 keine weitere Ligabegegnung. Bis zum Ende der Saison 2004/05 kam er in sechs Partien der Football League Two, in die Shrewsbury Town mittlerweile aufgestiegen war, zum Einsatz und kassierte dabei vier Gegentore. In der folgenden Saison lief Hart als Stammtorwart in allen 46 Ligaspielen für den Verein auf, wobei er 55 Gegentore hinnehmen musste.

### Manchester City und Leihstationen (2006–2018)

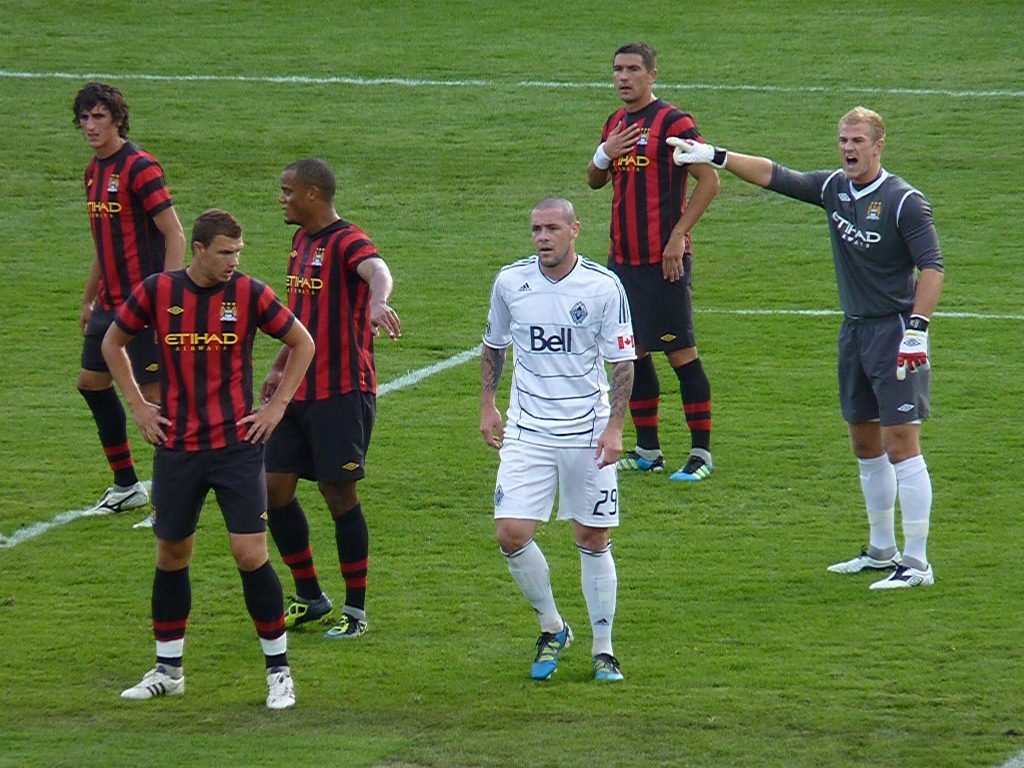
Hart (re. außen) bei der Begegnung Manchester City gegen Vancouver Whitecaps, Juli 2011

Am 22. Mai 2006 unterschrieb Hart einen Vertrag bei Manchester City. Die Ablösesumme betrug ursprünglich £600.000 plus Zusatzgebühr in Höhe von £500.000, sobald Hart sein erstes Pflichtspiel für die englische A-Nationalmannschaft bestreiten sollte, sowie weiterer Beträge, je nach Anzahl seiner Einsätze, bis zu einem Gesamtvolumen von £1,5 Millionen.
Sein erstes Premier-League-Spiel für Manchester City bestritt er am 14. Oktober 2006 beim torlosen Unentschieden gegen Sheffield United, als die beiden ersten Torhüter Andreas Isaksson und Nicky Weaver verletzungsbedingt ausgefallen waren. Im Januar 2007 lieh ihn sein Klub für sechs Ligaspiele an den Drittligisten Tranmere Rovers aus, in denen Hart acht Gegentreffer hinnehmen musste. Anfang Februar kehrte er zu Manchester City zurück.
Als der FC Blackpool im April 2007 nach dem verletzungsbedingten Ausfall seiner drei Torhüter Rhys Evans, Paul Rachubka und Lewis Edge Torwartsorgen hatte, wechselte Hart auf Leihbasis in die englische Küstenstadt. Seine erste Partie für den FC Blackpool bestritt er bei dessen 2:0-Sieg über Huddersfield Town am 9. April 2007. Insgesamt gewann der FC Blackpool alle fünf Spiele mit Hart und sicherte sich einen Platz für die Play-offs für den Aufstieg in die zweitklassige Football League Championship.
In der Saison 2007/08 verdrängte Hart den schwedischen Nationaltorwart Andreas Isaksson als Stammtorhüter von Manchester City. Ab dem achten Spieltag kam er regelmäßig zum Einsatz und er bestritt 26 Erstligapartien. Zur Saison 2008/09 übernahm er die Trikotnummer 1 von Isaksson, nachdem dieser zum niederländischen Meister PSV Eindhoven gewechselt war. Mit zwei gehaltenen Strafstößen im Elfmeterschießen gegen den FC Midtjylland sicherte Hart seinem Verein außerdem den Einzug in die Hauptrunde des UEFA-Pokals. Als aber zur Winterpause der erfahrene Shay Given von Newcastle United verpflichtet wurde, verdrängte dieser Hart unmittelbar zurück auf die Ersatzbank. Um ihm wieder mehr Spielpraxis geben zu können, wurde Hart im Sommer 2009 an den Ligakonkurrenten Birmingham City verliehen, bei dem er dem nordirischen Nationaltorhüter Maik Taylor Konkurrenz machen sollte. City wiederum sicherte sich mit Stuart Taylor von Aston Villa einen passenden Ersatz für Hart.
Hart begann mit einer 0:1-Niederlage gegen Manchester United; sein Konkurrent Maik Taylor blieb gegen Manchester City ohne Gegentor. Alex McLeish entschied sich dennoch für Hart, der dann entscheidenden Anteil daran hatte, dass der Mannschaft eine Serie von zwölf Partien ohne Niederlage gelang, was Vereinsrekord in der obersten englischen Spielklasse bedeutete. Hart spielte sich in den Kreis der englischen A-Nationalmannschaft und beeindruckte die Fachwelt beim 0:0-Remis gegen den FC Chelsea im Dezember 2009 nicht nur durch „scharfes Urteilsvermögen und Reflexe, drei außergewöhnlichen Rettungstaten (...), sondern auch mit einer Furchtlosigkeit“ bei einer Abwehraktion gegen den herausgestreckten Fuß von Salomon Kalou. Von da an erwarb sich Hart den Ruf als einer der besten Torhüter der Premier League; zudem gewann er in den Spielzeiten 2010/11, 2011/12, 2012/13 jeweils die Auszeichnung „Premier League Golden Glove“. Dazu kamen die ersten großen Titel: zunächst gewann er 2011 den FA Cup, wobei er beim 1:0-Finalsieg über Stoke City ein weiteres Mal ohne Gegentor blieb. Im Jahr darauf trug er mit dazu bei, dass Manchester City sich mit einem 3:2-Sieg gegen die Queens Park Rangers zum ersten Mal nach 44 Jahren die englische Meisterschaft sicherte.
Harts Form ließ in der Spielzeit 2012/13 zeitweise nach. Er stand ein weiteres Mal in einem FA-Cup-Finale, das gegen den Außenseiter Wigan Athletic durch ein spätes Gegentor in der Nachspielzeit unerwartet mit 0:1 verloren wurde. Auch die Titelverteidigung in der englischen Meisterschaft misslang und Hart landete mit Manchester City deutlich hinter dem Lokalrivalen Manchester United auf dem zweiten Rang. In der Spielzeit 2013/14 setzte der neue Trainer Manuel Pellegrini häufiger auf den zweiten Torhüter Costel Pantilimon, der dann auch in nahezu allen Ligapokalbegegnungen zum Einsatz kam – beim 3:1-Finalsieg gegen den AFC Sunderland saß Hart gleichsam nur auf der Ersatzbank. Nach Pantilimons Weggang zum Finalgegner Sunderland im Sommer 2014 festigte sich Harts Position als Stammkeeper in der Liga wieder und mit zwei parierten Strafstößen in der Champions-League-Saison 2015/16 gegen Raffael und Zlatan Ibrahimović machte er auf europäischer Ebene auf sich aufmerksam. Zum erneuten Ligapokalsieg 2016 trug er jedoch wie zwei Jahre zuvor wenig bei, absolvierte keine Partie im laufenden Wettbewerb und im Finale gegen den FC Liverpool sicherte sein Vertreter Willy Caballero den Sieg im Elfmeterschießen. Nachdem Pep Guardiola zur Saison 2016/17 das Traineramt übernommen hatte, spielte er sportlich keine Rolle mehr bei Manchester City. Kurz vor Ende der Transferfrist wechselte er am 31. August 2016 auf Leihbasis zum Serie-A-Klub FC Turin.
Im Juli 2017 wechselte Hart auf Leihbasis zu West Ham United.

### FC Burnley (2018–2020)
Im August 2018 wechselte Hart zum FC Burnley. Hier war er bis zum Jahreswechsel die Nummer 1 im Tor, wurde jedoch, nachdem das Team aus 19 Spielen lediglich 12 Punkte geholt hatte, durch Tom Heaton ersetzt, mit dem Burnley noch die Klasse sichern konnte. Nach Heatons Weggang setzte Cheftrainer Sean Dyche in der Saison 2019/20 auf den jüngeren Nick Pope, der am Ende ligaweit am zweithäufigsten zu Null spielte. Hart durfte hingegen nur in den nationalen Pokalwettbewerbe, aus denen das Team jeweils früh ausschied, spielen, und verließ Burnley mit Ende seines zum 30. Juni 2020 ausgelaufenen Vertrags.

### Tottenham Hotspur
Im August 2020 wechselte der Keeper ablösefrei zum Ligakonkurrenten und Europapokalteilnehmer Tottenham Hotspur, bei dem er einen Zweijahresvertrag unterschrieb. Bei den „Lilywhites“ sollte er mit Paulo Gazzaniga um den Posten des Vertreters von Stammtorhüter und Kapitän Hugo Lloris konkurrieren.

### Celtic Glasgow
Bereits nach einem Jahr verließ er Tottenham wieder. Im August 2021 unterschrieb der Torhüter einen Dreijahresvertrag bei Celtic Glasgow aus der Scottish Premiership. Hart debütierte zwei Tage nach seiner Verpflichtung bei einem 4:2-Auswärtssieg gegen den tschechischen Verein FK Jablonec in der Europa League. Sein Debüt in der schottischen Liga gab er am 8. August, als er beim 6:0-Sieg gegen den FC Dundee im Celtic Park ohne Gegentor blieb. Am 19. Dezember 2021 spielte Hart die gesamten 90 Minuten, als Celtic den Scottish League Cup 2021/22 gewann, nachdem Hibernian Edinburgh im Finale durch einen Doppelpack von Kyōgo Furuhashi mit 2:1 besiegt wurde. Im Mai 2022 gewann Hart mit Celtic die schottische Meisterschaft. Er blieb dabei in 35 Ligaspielen 19 Mal ohne Gegentor. In der Saison 2022/23 war Hart der Torwart erster Wahl, als sich der Verein das nationale Triple sicherte. Er spielte die gesamten 90 Minuten sowohl im schottischen Ligapokal- als auch im schottischen Pokalfinale und gewann mit dem Verein erneut die Meisterschaft im Scottish Premiership 2022/23. In 37 Ligaspielen blieb er dabei 16 Mal ohne Gegentor. Im Februar 2024 gab der Club bekannt, dass Hart zum Ende der laufenden Saison seine Karriere beenden werde. Im Mai 2024 gewann er mit Celtic das Double aus Meistertitel und Pokal. Im Pokalfinale blieb er gegen die Glasgow Rangers ohne Gegentor. Nach dem Spiel beendete er seine aktive Fußballkarriere.

## Englische Nationalmannschaft

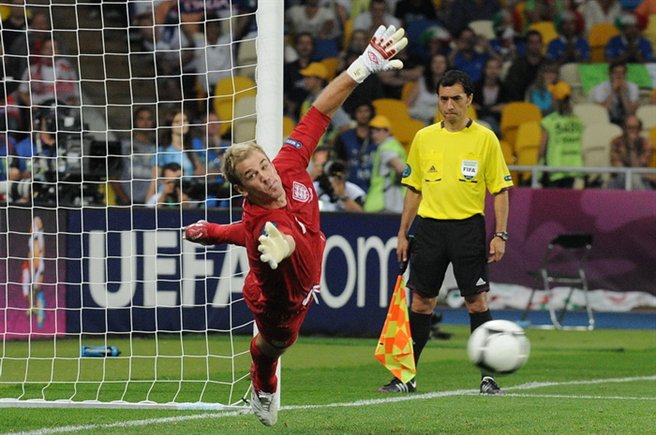
Joe Hart beim Elfmeterschießen im Viertelfinale der Euro 2012 gegen Italien

Bereits während seiner Zeit bei Shrewsbury Town wurde Hart in die englische U-19-Nationalmannschaft berufen, für die er im Oktober 2005 gegen Polen sein erstes Länderspiel bestritt. Insgesamt lief Hart fünf Mal für dieses Team auf, verpasste allerdings die Qualifikation zur U-19-Fußball-Europameisterschaft 2006 in Polen.
Im Jahr 2007 absolvierte Hart seine erste Partie für die englische U-21-Nationalmannschaft bei deren 5:0-Sieg über die Slowakei. Nachdem bei der U-21-Fußball-Europameisterschaft 2007 noch Scott Carson das Tor gehütet hatte und Hart nicht zum Einsatz gekommen war, spielte er anschließend regelmäßig für die englische U-21-Auswahl und wurde deren Stammtorhüter bei der EM 2009. Die Engländer zogen dabei ins Finale des Wettbewerbs ein. Hart wurde dabei zum „tragischen Helden“, als er im Halbfinale gegen Schweden nach einem 3:3 nach Verlängerung im Elfmeterschießen einen Strafstoß selbst verwandelte, einen weiteren hielt und die Gelbe Karte erhielt, wodurch er für das Endspiel gesperrt war.
Schließlich wurde Hart von dem Nationaltrainer Fabio Capello für die Freundschaftsspiele gegen die USA und Trinidad und Tobago in die englische A-Nationalmannschaft berufen. Nachdem er gegen die USA noch 90 Minuten auf der Bank gesessen hatte, kam er am 1. Juni 2008 gegen Trinidad und Tobago in Port of Spain zu seinem Länderspieldebüt im Seniorenbereich. Hart wurde in der Halbzeitpause für David James eingewechselt und blieb beim 3:0-Erfolg ohne Gegentor. Bei der WM 2010 in Südafrika gehörte er zum englischen Aufgebot, kam als dritter Torwart jedoch zu keinem Einsatz. Während der Qualifikationsphase zur Europameisterschaft 2012 wurde Hart als Stammtorhüter der Nationalmannschaft für die EM benannt. Alex Ferguson, damals Trainer von Manchester United, bezeichnete Hart einmal als den besten englischen Torhüter der vergangenen 20 Jahre.
Bei der EM 2012 in Polen und der Ukraine war Hart maßgeblich daran beteiligt, dass England das Viertelfinale erreichte. Mit mehr als 14 sehenswerten Rettungsaktionen in der Gruppenphase konnte er sich häufiger als jeder andere Torhüter im Turnier auszeichnen. Im Duell der letzten acht Mannschaften gegen Italien blieb er inklusive Verlängerung erneut unbezwungen, jedoch im Elfmeterschießen chancenlos – allein Riccardo Montolivo schoss den Ball neben das von ihm gehütete Tor.
Bei der Weltmeisterschaft 2014 in Brasilien war er wiederum erster Torhüter. In einem für England enttäuschenden Turnier, das mit dem Aus nach der Vorrunde endete, bestritt er die beiden ersten Gruppenspiele gegen Italien (1:2) und Uruguay (ebenfalls 1:2), bevor ihn Trainer Hodgson in der bedeutungslosen Partie gegen Costa Rica gegen Ben Foster austauschte. Auf dem Weg zur verlustpunktfreien Qualifikation für die Euro 2016 in Frankreich konnte sich Hart erfolgreich als die „Nummer 1“ behaupten. Ende März 2015 absolvierte er in Italien (1:1) sein 50. Länderspiel für die „Three Lions“ und wurde letztlich auch für das Endrundenturnier nominiert.
Bei der EM 2016 in Frankreich stand Hart ebenfalls bei allen vier Spielen im Tor. Bei der 1:2-Niederlage im Achtelfinale gegen den EM-Neuling Island wurde Hart maßgebliche Mitschuld am 1:2 in der 18. Minute gegeben. Zuvor war er bereits für einen Patzer im zweiten Gruppenspiel gegen Wales kritisiert worden.
Für die WM 2018 wurde er nicht nominiert.

## Erfolge
- Englische Meisterschaft (2): 2012, 2014
- Englischer Pokal (1): 2011
- Englischer Ligapokal (1): 2014, 2016 (ohne eigenen Einsatz)
- Schottische Meisterschaft (3): 2022, 2023, 2024
- Schottischer Pokalsieger (2): 2023, 2024
- Schottischer Ligapokal (2): 2022, 2023
- PFA Team of the Year (3): 2005/06 (4. Liga), 2009/10 (1. Liga), 2011/12 (1. Liga)
- Bester Torhüter der Premier League („Premier League Golden Glove“) (3): 2010/11, 2011/12, 2012/13